# Ukko

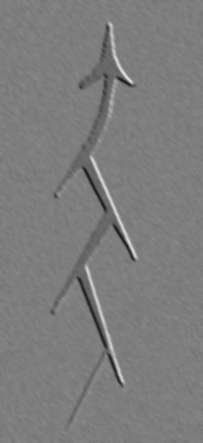
Dibuix simplificat d'una talla en pedra trobada a la regió de Karelia, Finlàndia, la qual contindria les representacions barrejades d'una serp i un tro.

Ukko (Uku en estonià), en la mitologia finesa, és un déu del cel, el temps, les collites i altres fenòmens naturals. És també el déu més significatiu de la mitologia finesa i la paraula ukkonen, tempestat amb trons, deriva del seu nom. Al Kalevala també és anomenat Ylijumala (el déu suprem), ja que representa la divinitat de totes les causes superiors.
Ukko en finès contemporani, significa "vell". Ell és l'equivalent d'Odin en el panteó de les divinitats escandinaves, però apareix en el context teogònic, amb les característiques de Thor.
Els orígens d'Ukko són probablement a la divinitat bàltica, Pērkons i a la deïtat celestial finesa més antiga: Ilmarinen. Així mateix és, en gran manera, una representació bàltica oriental del déu Thor, dels cultes pagans Asa, de l'època vikinga.
Amb l'esdevenir del temps, mentre Ukko adoptava la naturalesa d'Ilmarinen com a divinitat celestial, Ilmarinen en canvi, deixava de ser deïtat intrínseca i es convertia en un simple heroi i ferrer mortal. La tradició mítica atàvica concebia Ilmarinen com l'omnipotència generadora de la volta celeste.
L'arma que usa Ukko és, generalment, un martell anomenat Ukonvasara, una destral o una espasa, amb els quals, en clavar els seus cops, crea el llampec i el tro. En el mateix sentit, cada vegada que Ukko s'aparella amb la seva dona Akka (en finès contemporani significa vella), s'origina una eixordadora tempestat. Ell també causa tempestes quan llaura els seus camps o quan condueix el seu carro a través dels cels. L'arma original d'Ukko era, probablement, una destral de pedra amb forma de vaixell.
A la regió bàltica, el símbol mític del tro és una serp o escurçó amb una figura serrada a la seva pell. Encara hi ha talles de pedra que mostren representacions de serps i de llampecs en diversos llocs arqueològics de l'àrea nòrdica oriental.
Ukko és conegut, de vegades, sota el nom de Perkele o Ilmarinen, el ferrer del Kalevala. La seva esposa és Rauni, la protectora de l'arbre del serbal, coneguda a més com la "Mare Terra" o Akka.